# 卡罗拉·内尔
卡罗拉·内尔（Carola Neher，1900年11月2日—1942年6月26日）是一位德国女演员和歌手。

## 生平
内尔生于慕尼黑。1917年，她成為一名銀行職員。1920年夏，没受过专业表演训练的她在巴登-巴登剧场首次登台演出，之后还曾在达姆施塔特、纽伦堡的剧场以及慕尼黑室内剧院工作过。1924年，内尔开始在弗罗茨瓦夫的剧场工作，在那里结识了演员特蕾莎·吉赫斯和彼得·罗。
1925年5月7日，内尔与从慕尼黑一路追随她来到布雷斯劳的作家阿尔弗雷德·亨施克结婚，后者当时已是著名诗人。内尔在亨施克的作品《灰欄記》的首演中登台表演。
1932年，内尔与阿纳托·贝克尔 (Anatol Becker) 结婚，在阿道夫·希特勒于1933年春季掌权后，她离开德国，首先移居布拉格，在当地的新德意志剧场工作。但接着又在1934年移居苏联，在那里结识了德国演员、编剧、导演古斯塔夫·冯·旺根海姆，而且在他的卡巴莱剧团左翼纵队中工作。
1936年，在大清洗期间，古斯塔夫·冯·旺根海姆检举称内尔和贝克尔是托洛茨基主义者，内尔于当年7月25日被捕。贝克尔于1937年被处决，而内尔则被判处十年监禁，关进了位於奥廖尔的政治犯监狱。
1941年10月，德军迫近奥廖尔，苏方将内尔转移至位于奥伦堡的内务人民委员部第二监狱，1942年6月26日，内尔在狱中因患斑疹傷寒而死，时年41岁。内尔（犯人编号59783）的尸体被埋进了一处无标识的大型坟墓。她的儿子格奥尔格长大后成了音乐教师，直到1975年才知晓自己亲生父母的身份。